# Königsglanzstar

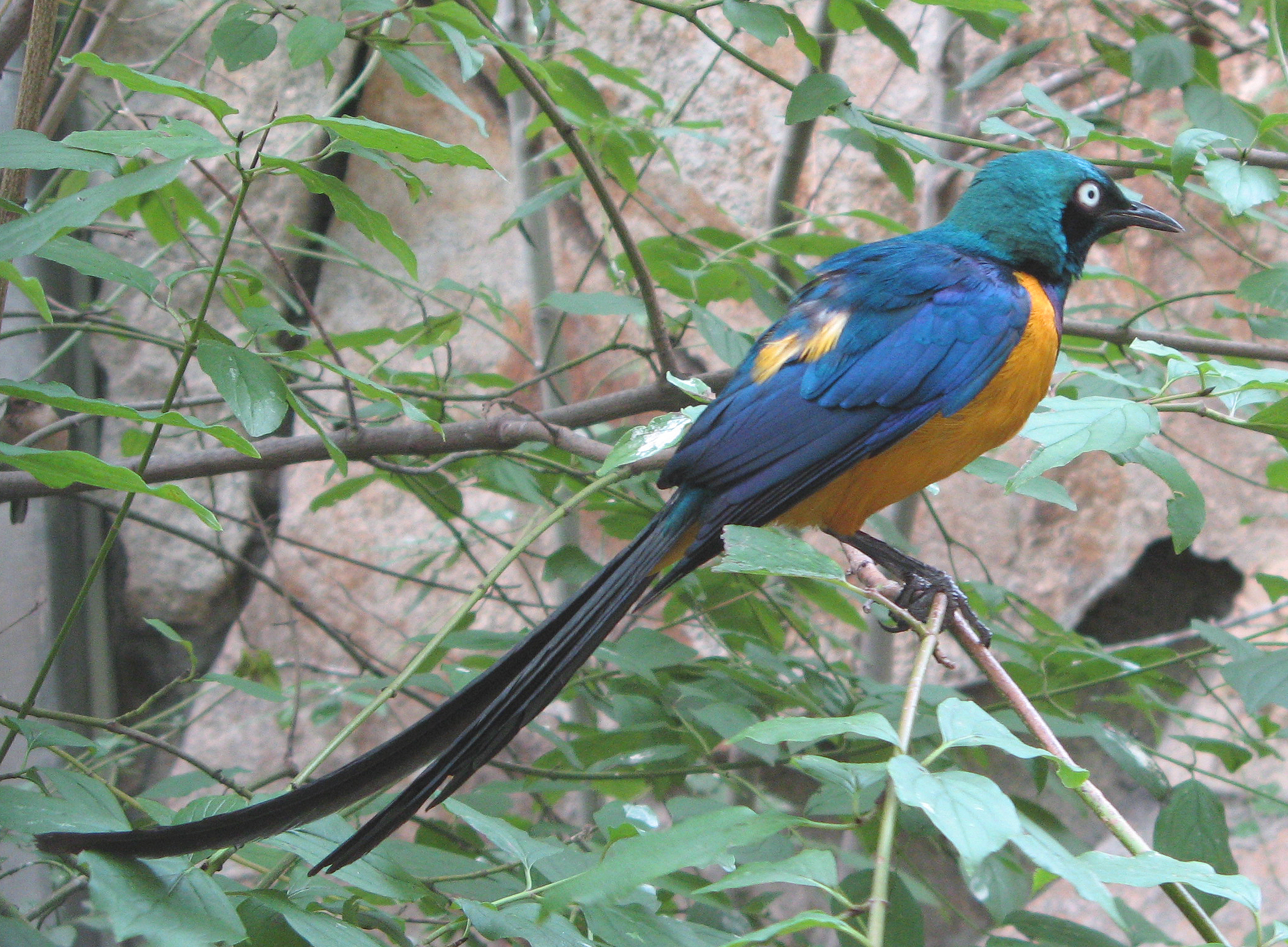
Konigsglanzstar im Zoo Berlin

Der Königsglanzstar (Lamprotornis regius, Syn.: Cosmopsarus regius) ist ein ostafrikanischer Singvogel aus der Gattung der Eigentlichen Glanzstare.

## Merkmale
Der 35 Zentimeter lange Königsglanzstar ist an der Oberseite metallisch blaugrün gefärbt, die Brust ist violett und der Bauch goldgelb.

## Vorkommen
Der Standvogel lebt in Savannen, lichten Wäldern und in Akaziendickichten; er kommt in Somalia, Äthiopien, Ostkenia und Nordosttansania vor. Die IUCN stuft die Art als  (=least concern – nicht gefährdet) ein.

## Verhalten
Im Gegensatz zu anderen Glanzstaren, die sich überwiegend von Früchten ernähren, frisst der Königsglanzstar fast ausschließlich Insekten, die er im Flug oder am Boden fängt. Schnecken, Spinnen, Krustentiere oder kleine Wirbeltiere wie Eidechsen ergänzen manchmal den Speiseplan.
Der Königsglanzstar lebt in kleinen Gruppen von drei bis zehn Vögeln, die sich gegenseitig beim Nestbau und der Aufzucht der Jungen unterstützen (siehe Bruthilfe).

## Fortpflanzung
Der Vogel lebt monogam und nistet in kleinen Kolonien. Er baut in einer Baumhöhle oder in einer verlassenen Spechthöhle ein Nest, das mit trockenem Gras, Wurzeln und Blättern ausgepolstert wird. Das Gelege umfasst drei bis fünf Eier, die eine blasse blaugrüne Farbe haben und fein rötlichbraun gepunktet sind.